# نمذجة تكاملية لمشاريع تجارية

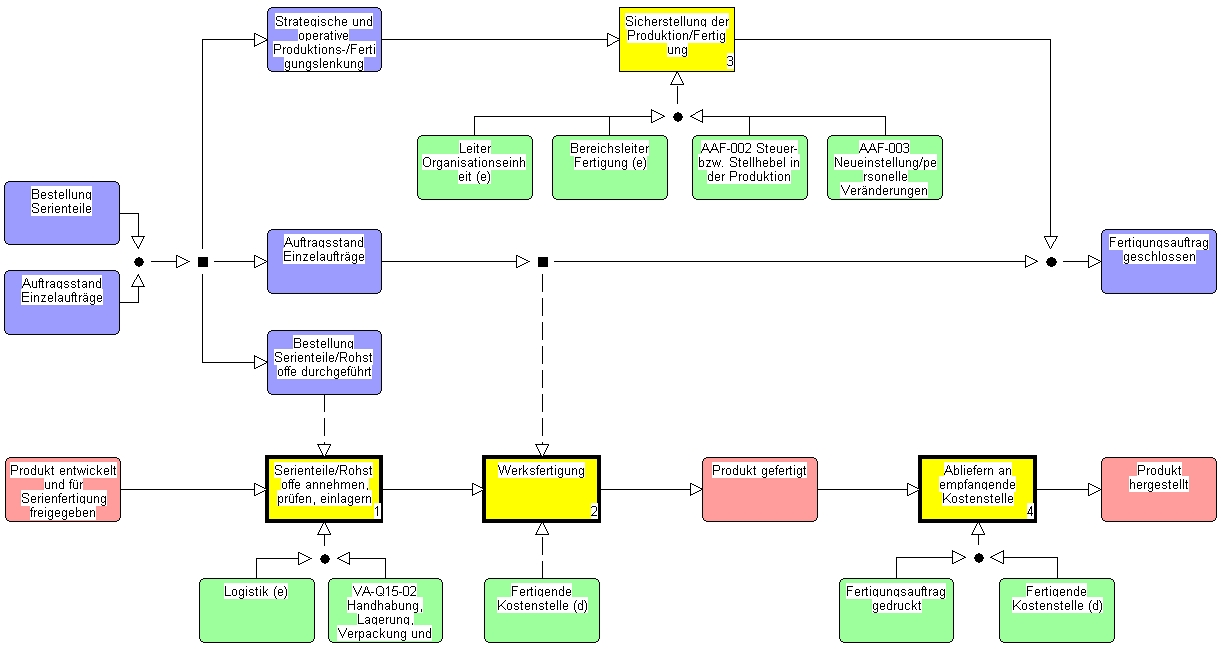

النمذجة التكاملية للمشاريع التجارية طريقة لنمذجة المشاريع التجارية تًستخدم لإدخال العمليات وإعادة هندستها في كل من مشاريع الإنتاج والمجال العام ومقدمي الخدمات. تصبح نمذجة الجوانب المختلفة في نمذجة المشاريع التكاملية على شكل توابع وبيانات أمرًا موصوفًا في نموذج واحد. كذلك فإن الطريقة تدعم دراسات العمليات التجارية بشكل مستقل عن البنية التنظيمية المتوفرة.
طُورت نمذجة المشاريع التكاملية في معهد فراونهوفر لأنظمة الإنتاج وتكنولوجيا التصميم (بالألمانية: IPK)‏ برلين، ألمانيا.

## مواضيع النمذجة التكاملية للمشاريع التجارية

### البنى الأساسية
تستخدم نمذجة المشاريع التكاملية طريقة غرضية التوجه وتطور هذا للتكيف مع وصف المشروع التجاري. يشكل القسم تطبيقي التوجه لكل العناصر في الشركة أو المشروع التجاري صلب الطريقة في أصناف الأغراض العامة: «المنتَج»، و«المَورد»، و«الطلب».
المنتج
يمثل صنف الأغراض المسمى «المنتج» كل الأغراض التي يكون إنتاجها وبيعها ضمن أهداف الشركة أو المشروع التجاري المدروس بالإضافة إلى الأغراض المستخدمة للمنتج النهائي. يشمل ذلك المواد الخام، المنتجات المتوسطة، العناصر، المنتجات النهائية، بالإضافة إلى الخدمات والبيانات الوصفية.
الطلب
يصف صنف الأغراض المسمى «الطلب» كل أنواع التكاليف في الشركة. تمثل الأغراض المنتمية إلى صنف «الطلب» المعلومات ذات الصلة من وجهة نظر التخطيط والتحكم والإشراف على عمليات المشروع التجاري. يفهم المرء منها ماذا، ومتى، وعند أي أغراض، وتحت مسؤولية من، وبأي الموارد ستنفذ هذه العمليات.
المورد
يحتوي صنف نمذجة المشاريع التكاملية المسمى «مورد» كل المؤثرات الأساسية الضرورية المطلوبة في الشركة لتنفيذ أو دعم النشاطات. هذا يعني الموظفين، وشركاء العمل، وكل أنواع الوثائق، بالإضافة إلى أنظمة المعلومات أو موارد التشغيل، من بين أشياء أخرى.
يمكن تحديد أصناف «منتج» و«طلب» و«مورد» وتفصيلها بشكل تدريجي. من الممكن بهذا عرض كل من المنتج النمطي في مجال العمل أو المنتج الخاص بالشركة، والأصناف الفرعية للطلب والمورد. يمكن تمثيل البنى (أي قوائم القطع أو الجداول التنظيمية) على شكل مزايا علاقات للأصناف بمساعدة علاقات «ينتمي إلى» و«يتكون من» بين الأصناف الفرعية المختلفة.
الفعل
يمكن وصف النشاطات الضرورية لإنتاج المنتجات وتقديم الخدمات كما يلي: النشاط هو التغيير العمدي للأغراض. يسبب توجيه النشاطات للهدف تخطيطًا وسيطرة ضمنيين أو صريحين. يتبنى تنفيذ الأنشطة اللاعبون الرئيسيون القادرون. من هذه الاعتبارات يمكن اشتقاق التعاريف من البنى التالية:
- الفعل هو وصف لا يتعلق بالغرض للأنشطة: وصف لفظي لمهمة عمل، أو قضية، أو إجراءات.
- التابع يصف تغير حالة وضع معرف لوضع معرف آخر لأغراض صنف باستخدام الفعل.
- يحدد النشاط الموارد الضرورية لتحول الحالة لأغراض صنف. يمثَّل ترتيب التحكم الذي يصفه التابع عن طريق وصف حالة غرض.

### آراء
تسجَّل كل البيانات المنمذجة للشركة المدروسة في نواة نموذج نمذجة شركة تكاملية حسب رؤيتين مختلفتين:
- «نموذج المعلومات»
- «نموذج العملية التجارية»

تظهر كل الأغراض ذات الصلة من المشروع التجاري، وصفاتها وعلاقاتها، في «نموذج المعلومات». وتظهر شجرات تصنيف أصناف الأغراض «منتج»، و«طلب»، و«مورد» هنا. يمثل «نموذج العملية التجارية» عمليات الشركة وعلاقاتها ببعضها. تظهر النشاطات في تفاعلاتها مع الأغراض.

### نمذجة العملية
نصل إلى بنية عمليات الشركة في النمذجة التكاملية للمشاريع التجارية عن طريق التقسيم الهرمي التفرعي بمساعدة التفكيك. يعني التفكيك إرجاع نظام إلى نظام فرعي يحتوي بدوره عناصر متجانسة منطقيًّا. نمذجة العملية هي تقسيم العمليات إلى خيوطها الأساسية. يصف كل خيط مهمة تكمل نفسها. تفكيك العملية الواحدة يمكن أن يجري إلى أن يمكن التحكم بالخيوط، أي أنها تصبح صغيرة بالحد المناسب. قد لا تكون بدائية جدًّا لأن عددًا كبيرًا من العمليات التفصيلية يزيد تعقيد نموذج العملية التجارية. لذا فإن الشخص الذي ينمذج العملية يجب أن يجد التوازن بين درجة تعقيد الجهد للنموذج والوصف التفصيلي المحتمل لعمليات الشركة. عادةً ما يوصى بعمق للنموذج لا يتعدى ثلاثة مستويات تفكيك أو أربعة.
تمثل تدفقات العملية التجارية على مستوى النموذج بمساعدة عناصر دمج مرسومة. هناك خمسة أنواع أساسية للتنوعات بين النشاطات:
- الترتيب التسلسلي: تنفذ النشاطات الواحد تلو الآخر.
- تفرع متوازي: يعني أن كل نشاطات الفروع المتوازية يجب أن تتم قبل الانتقال إلى بداية النشاط التالي. ليس من الضروري تنفيذ النشاطات المتوازية بشكل متزامن. يمكن تأجيلها أيضًا.
- تمييز الحالة: قرار إما أو. تمييز الحالة هذا هو تفرع لعمليات بديلة حسب تعريف الشروط المتعاقبة.
- الاتحاد: نهاية فروع متوازية قد تكون تنفيذًا شرطيًّا أو كذلك تكامل سلاسل عمليات كلها تتمثل عن طريق الاتحاد.
- حلقة: تمثل دورة إعادة التكرار عن طريق تمييز الحالة والاتحاد. النشاطات في الدورة تنفذ طالما أن شرط الاستمرار محقق.